# Фобер, Жюльен
Жюлье́н Фобе́р (фр. Julien Faubert; 1 августа 1983, Гавр) — французский футболист, правый защитник.

## Карьера
Жюльен Фобер воспитанник центра подготовки молодых футболистов клуба «Канн», куда он пришёл в возрасте 15-ти лет, в первой команде клуба Фобер дебютировал в 2002 году в возрасте 18-ти лет, он провёл два сезона в «Канне», проведя 45 матчей и забив 4 мяча. В 2004 году Фобер перешёл из «Канна» в клуб «Бордо», в составе которого он начал приглашаться в молодёжную сборную Франции, и даже провёл 1 матч за первую сборную 16 августа 2006 года против сборной Боснии и Герцеговины и на предпоследней минуте игры принёс победу своей команде.
В 2007 году Фобер за 6,5 млн евро перешёл в английский клуб «Вест Хэм Юнайтед», подписав контракт на 5 лет. 17 июля в товарищеском матче с клубом «Сигма» Фобер получил травму ахиллова сухожилия, которая оставила его без футбола на 6 месяцев, таким образом в «Вест Хэме» Фобер дебютировал лишь 12 января 2008 года, а всего за сезон он провёл лишь 8 матчей. 31 января 2009 года Фобер, на правах аренды, перешёл в испанский клуб «Реал Мадрид» за 1,5 млн евро с возможностью покупки игрока в будущем за 6 млн евро. В «Реале» Фобер дебютировал 7 февраля 2009 года против клуба «Расинг».

## Матчи за сборную
| № | Дата            | Место проведения                          | Соперник             | Счёт | Результат | Статус            | Голы |
| - | --------------- | ----------------------------------------- | -------------------- | ---- | --------- | ----------------- | ---- |
| 1 | 16 августа 2006 | Стадион Асима Фехатовича, Сараево, Босния | Босния и Герцеговина | 2:1  | Победа    | Товарищеский матч | 1    |

## Достижения
«Бордо»
- Обладатель Кубка французской лиги (1): 2006/2007
- Обладатель Кубка Франции (1): 2012/13

## Личная жизнь
Фобер имеет мартиникское происхождение. Женат на девушке алжирского происхождения, незадолго до свадьбы принял ислам, имеет сына по имени Нух.